# Llista de topònims d'Almacelles
Llista de topònims (noms propis de lloc) del municipi d'Almacelles, al Segrià
Informació actualitzada per un bot. Els canvis manuals es perdran quan s'actualitzi!

## cabana
| imatge | Nom                 | Ubicat a   | instància de | Detalls | coordenades                                                          | Protecció | Commons (més fotos) | Dades a WD                    |
| ------ | ------------------- | ---------- | ------------ | ------- | -------------------------------------------------------------------- | --------- | ------------------- | ----------------------------- |
|        | Torre del Corneta   | Almacelles | cabana       |         | 41° 43′ 59″ N, 0° 24′ 31″ E / 41.7330636570596°N,0.408487930411537°E |           |                     | Modifica les dades a Wikidata |
|        | cobert del Torres   | Almacelles | cabana       |         | 41° 44′ 09″ N, 0° 23′ 55″ E / 41.735866370344°N,0.39861194581747°E   |           |                     | Modifica les dades a Wikidata |
|        | cobert del Térmens  | Almacelles | cabana       |         | 41° 44′ 23″ N, 0° 27′ 43″ E / 41.7396856637356°N,0.461826523819429°E |           |                     | Modifica les dades a Wikidata |
|        | cobert del Vilanova | Almacelles | cabana       |         | 41° 42′ 13″ N, 0° 28′ 38″ E / 41.7037485526149°N,0.477229938717436°E |           |                     | Modifica les dades a Wikidata |
|        | pleta de Biscart    | Almacelles | cabana       |         | 41° 43′ 02″ N, 0° 30′ 40″ E / 41.7171151280738°N,0.511145088765499°E |           |                     | Modifica les dades a Wikidata |
|        | pletes del Peguera  | Almacelles | cabana       |         | 41° 42′ 55″ N, 0° 30′ 41″ E / 41.7151568165102°N,0.511376945576762°E |           |                     | Modifica les dades a Wikidata |

## casa
| imatge | Nom            | Ubicat a   | instància de | Detalls                                  | coordenades                                                                | Protecció                   | Commons (més fotos) | Dades a WD                    |
| ------ | -------------- | ---------- | ------------ | ---------------------------------------- | -------------------------------------------------------------------------- | --------------------------- | ------------------- | ----------------------------- |
|        | Cal Franco     | Almacelles | casa         | Estil: arquitectura popular 19th century | 41° 43′ 54″ N, 0° 26′ 16″ E / 41.73157°N,0.4379°E ca:C. Carme, 25 247 msnm | bé cultural d'interès local | Cal Franco          | Modifica les dades a Wikidata |
|        | Cal Metge      | Almacelles | casa         |                                          | 41° 43′ 50″ N, 0° 26′ 23″ E / 41.73054°N,0.43978°E                         | bé cultural d'interès local |                     | Modifica les dades a Wikidata |
|        | Casa Clara     | Almacelles | casa         |                                          | 41° 43′ 57″ N, 0° 26′ 09″ E / 41.732478°N,0.43591°E                        | bé cultural d'interès local | Casa Clara          | Modifica les dades a Wikidata |
|        | Casa Coscollar | Almacelles | casa         |                                          | 41° 43′ 53″ N, 0° 26′ 23″ E / 41.73132°N,0.43967°E                         | bé cultural d'interès local |                     | Modifica les dades a Wikidata |

## edifici
| imatge | Nom                                      | Ubicat a   | instància de | Detalls                        | coordenades                                                 | Protecció                   | Commons (més fotos)                      | Dades a WD                    |
| ------ | ---------------------------------------- | ---------- | ------------ | ------------------------------ | ----------------------------------------------------------- | --------------------------- | ---------------------------------------- | ----------------------------- |
|        | Col·legi Pitàgores                       | Almacelles | edifici      | Estil: arquitectura modernista | 41° 44′ 00″ N, 0° 26′ 14″ E / 41.73334°N,0.43711°E          | bé cultural d'interès local |                                          | Modifica les dades a Wikidata |
|        | Porxos i edificis de la plaça de la Vila | Almacelles | edifici      | Estil: arquitectura popular    | 41° 43′ 54″ N, 0° 26′ 12″ E / 41.73156°N,0.4368°E           | bé cultural d'interès local | Porxos i edificis de la plaça de la Vila | Modifica les dades a Wikidata |
|        | Teatre Novedades                         | Almacelles | edifici      | Estil: noucentisme             | 41° 43′ 49″ N, 0° 26′ 19″ E / 41.73024°N,0.43862°E 343 msnm | bé cultural d'interès local | Teatre Novedades (Almacelles)            | Modifica les dades a Wikidata |

## entitat singular de població
| imatge | Nom         | Ubicat a   | instància de                                   | Detalls  | coordenades                                                                   | Protecció | Commons (més fotos) | Dades a WD                    |
| ------ | ----------- | ---------- | ---------------------------------------------- | -------- | ----------------------------------------------------------------------------- | --------- | ------------------- | ----------------------------- |
|        | Almacelles  | Almacelles | entitat singular de població capital municipal | 6576 hab | 41° 43′ 54″ N, 0° 26′ 16″ E / 41.73168979°N,0.43774764°E 248 msnm             |           |                     | Modifica les dades a Wikidata |
|        | Mas de Lleó | Almacelles | entitat singular de població                   | 400 hab  | 41° 42′ 54″ N, 0° 28′ 08″ E / 41.7149642204073°N,0.468773874826787°E 307 msnm |           |                     | Modifica les dades a Wikidata |
|        | la Saira    | Almacelles | entitat singular de població                   | 55 hab   | 41° 42′ 58″ N, 0° 30′ 46″ E / 41.7162336969782°N,0.512861936769049°E 335 msnm |           |                     | Modifica les dades a Wikidata |

## església
| imatge | Nom                                  | Ubicat a   | instància de    | Detalls                         | coordenades                                                                          | Protecció                   | Commons (més fotos)                  | Dades a WD                    |
| ------ | ------------------------------------ | ---------- | --------------- | ------------------------------- | ------------------------------------------------------------------------------------ | --------------------------- | ------------------------------------ | ----------------------------- |
|        | Ermita de Sant Antoni Abat           | Almacelles | església ermita |                                 | 41° 43′ 28″ N, 0° 26′ 42″ E / 41.72439°N,0.44495°E                                   | bé cultural d'interès local |                                      | Modifica les dades a Wikidata |
|        | Ermita de Sant Jaume                 | Almacelles | església ermita |                                 | 41° 42′ 59″ N, 0° 30′ 43″ E / 41.71635°N,0.51192°E                                   | bé cultural d'interès local |                                      | Modifica les dades a Wikidata |
|        | Mare de Déu de l'Olivar              | Almacelles | església ermita |                                 | 41° 43′ 16″ N, 0° 26′ 20″ E / 41.72106°N,0.43877°E ca:Al sud del nucli urbà 280 msnm | bé cultural d'interès local |                                      | Modifica les dades a Wikidata |
|        | Mare de Déu de la Mercè d'Almacelles | Almacelles | església        | Estil: arquitectura neoclàssica | 41° 43′ 55″ N, 0° 26′ 14″ E / 41.73185°N,0.43731°E                                   | bé cultural d'interès local | Mare de Déu de la Mercè d'Almacelles | Modifica les dades a Wikidata |

## granja
| imatge | Nom                     | Ubicat a   | instància de | Detalls | coordenades                                                          | Protecció | Commons (més fotos) | Dades a WD                    |
| ------ | ----------------------- | ---------- | ------------ | ------- | -------------------------------------------------------------------- | --------- | ------------------- | ----------------------------- |
|        | Granges Sant Miquel     | Almacelles | granja       |         | 41° 42′ 06″ N, 0° 28′ 34″ E / 41.7016168135348°N,0.476123593367198°E |           |                     | Modifica les dades a Wikidata |
|        | Granges de l'Arnó       | Almacelles | granja       |         | 41° 42′ 43″ N, 0° 30′ 13″ E / 41.711876147285°N,0.50350733761709°E   |           |                     | Modifica les dades a Wikidata |
|        | Granges del Bescanó     | Almacelles | granja       |         | 41° 43′ 41″ N, 0° 24′ 54″ E / 41.727932714934°N,0.41512362627623°E   |           |                     | Modifica les dades a Wikidata |
|        | Granges del Blanco      | Almacelles | granja       |         | 41° 44′ 11″ N, 0° 24′ 53″ E / 41.7362841721035°N,0.41471896631539°E  |           |                     | Modifica les dades a Wikidata |
|        | Granges del Giribet     | Almacelles | granja       |         | 41° 45′ 22″ N, 0° 24′ 24″ E / 41.75607012309°N,0.406720089849398°E   |           |                     | Modifica les dades a Wikidata |
|        | Granges del Mauri       | Almacelles | granja       |         | 41° 44′ 20″ N, 0° 25′ 38″ E / 41.7389614655597°N,0.427261080261494°E |           |                     | Modifica les dades a Wikidata |
|        | Granges del Pujol       | Almacelles | granja       |         | 41° 45′ 17″ N, 0° 26′ 28″ E / 41.7546429916553°N,0.441055193517071°E |           |                     | Modifica les dades a Wikidata |
|        | Granges del Reales      | Almacelles | granja       |         | 41° 45′ 25″ N, 0° 28′ 12″ E / 41.756876380793°N,0.469905031096917°E  |           |                     | Modifica les dades a Wikidata |
|        | Granges del Rogeli      | Almacelles | granja       |         | 41° 42′ 11″ N, 0° 29′ 42″ E / 41.702960047075°N,0.495106980339118°E  |           |                     | Modifica les dades a Wikidata |
|        | Granja Baradat          | Almacelles | granja       |         | 41° 44′ 25″ N, 0° 27′ 38″ E / 41.7404144207391°N,0.460571297814691°E |           |                     | Modifica les dades a Wikidata |
|        | Granja d'Arfeles        | Almacelles | granja       |         | 41° 43′ 40″ N, 0° 27′ 16″ E / 41.7277061133631°N,0.454435864943485°E |           |                     | Modifica les dades a Wikidata |
|        | Granja d'Argelic        | Almacelles | granja       |         | 41° 45′ 37″ N, 0° 27′ 29″ E / 41.76033331848°N,0.458017468598347°E   |           |                     | Modifica les dades a Wikidata |
|        | Granja de Baquedano     | Almacelles | granja       |         | 41° 44′ 07″ N, 0° 25′ 00″ E / 41.7353297425889°N,0.416729139361052°E |           |                     | Modifica les dades a Wikidata |
|        | Granja de Montalban     | Almacelles | granja       |         | 41° 43′ 30″ N, 0° 27′ 16″ E / 41.7250399860478°N,0.454420954808812°E |           |                     | Modifica les dades a Wikidata |
|        | Granja de Reguer        | Almacelles | granja       |         | 41° 43′ 42″ N, 0° 27′ 15″ E / 41.7282862026083°N,0.454196548487195°E |           |                     | Modifica les dades a Wikidata |
|        | Granja de Vendrell      | Almacelles | granja       |         | 41° 43′ 04″ N, 0° 30′ 46″ E / 41.7177695980367°N,0.512670458489386°E |           |                     | Modifica les dades a Wikidata |
|        | Granja de l'Abellar     | Almacelles | granja       |         | 41° 44′ 18″ N, 0° 26′ 53″ E / 41.7383983854851°N,0.448037356446799°E |           |                     | Modifica les dades a Wikidata |
|        | Granja de l'Aiguader    | Almacelles | granja       |         | 41° 43′ 28″ N, 0° 25′ 00″ E / 41.7243507390995°N,0.416700406727355°E |           |                     | Modifica les dades a Wikidata |
|        | Granja de l'Altabàs     | Almacelles | granja       |         | 41° 44′ 27″ N, 0° 26′ 05″ E / 41.7408726499581°N,0.434591940109944°E |           |                     | Modifica les dades a Wikidata |
|        | Granja de l'Antolín     | Almacelles | granja       |         | 41° 43′ 12″ N, 0° 25′ 50″ E / 41.7200760633086°N,0.430491262079925°E |           |                     | Modifica les dades a Wikidata |
|        | Granja de l'Arfelis     | Almacelles | granja       |         | 41° 43′ 31″ N, 0° 25′ 31″ E / 41.7252211468996°N,0.425381272098334°E |           |                     | Modifica les dades a Wikidata |
|        | Granja de la Cogullada  | Almacelles | granja       |         | 41° 43′ 44″ N, 0° 28′ 01″ E / 41.7289885662904°N,0.466816446124485°E |           |                     | Modifica les dades a Wikidata |
|        | Granja de la Munda      | Almacelles | granja       |         | 41° 43′ 42″ N, 0° 28′ 10″ E / 41.7282787993586°N,0.469344995967681°E |           |                     | Modifica les dades a Wikidata |
|        | Granja del Baltasar     | Almacelles | granja       |         | 41° 42′ 43″ N, 0° 27′ 43″ E / 41.71191383902°N,0.461958492977391°E   |           |                     | Modifica les dades a Wikidata |
|        | Granja del Carner       | Almacelles | granja       |         | 41° 44′ 12″ N, 0° 24′ 48″ E / 41.7367842067591°N,0.413328176899645°E |           |                     | Modifica les dades a Wikidata |
|        | Granja del Fauria       | Almacelles | granja       |         | 41° 42′ 06″ N, 0° 28′ 10″ E / 41.7016472330515°N,0.469320563580527°E |           |                     | Modifica les dades a Wikidata |
|        | Granja del Ferran       | Almacelles | granja       |         | 41° 44′ 09″ N, 0° 24′ 44″ E / 41.7358346896864°N,0.412356310241974°E |           |                     | Modifica les dades a Wikidata |
|        | Granja del Florido      | Almacelles | granja       |         | 41° 44′ 47″ N, 0° 24′ 16″ E / 41.7463020317149°N,0.404479857645261°E |           |                     | Modifica les dades a Wikidata |
|        | Granja del Gasset       | Almacelles | granja       |         | 41° 43′ 54″ N, 0° 24′ 29″ E / 41.7316063266552°N,0.408161812504041°E |           |                     | Modifica les dades a Wikidata |
|        | Granja del Gil          | Almacelles | granja       |         | 41° 44′ 13″ N, 0° 24′ 42″ E / 41.736901168627°N,0.411724301400227°E  |           |                     | Modifica les dades a Wikidata |
|        | Granja del Llopet       | Almacelles | granja       |         | 41° 44′ 53″ N, 0° 28′ 26″ E / 41.7480919239496°N,0.473833956952337°E |           |                     | Modifica les dades a Wikidata |
|        | Granja del Masot        | Almacelles | granja       |         | 41° 42′ 55″ N, 0° 29′ 05″ E / 41.7153519445814°N,0.484781241469604°E |           |                     | Modifica les dades a Wikidata |
|        | Granja del Mestret      | Almacelles | granja       |         | 41° 44′ 33″ N, 0° 28′ 08″ E / 41.7424513547128°N,0.468800264429306°E |           |                     | Modifica les dades a Wikidata |
|        | Granja del Palau        | Almacelles | granja       |         | 41° 43′ 12″ N, 0° 28′ 04″ E / 41.7199026919465°N,0.467690425698428°E |           |                     | Modifica les dades a Wikidata |
|        | Granja del Pascal       | Almacelles | granja       |         | 41° 44′ 26″ N, 0° 24′ 29″ E / 41.7406788698507°N,0.407917027538974°E |           |                     | Modifica les dades a Wikidata |
|        | Granja del Pedrós       | Almacelles | granja       |         | 41° 44′ 17″ N, 0° 24′ 43″ E / 41.7380122394177°N,0.411872045797223°E |           |                     | Modifica les dades a Wikidata |
|        | Granja del Piquer       | Almacelles | granja       |         | 41° 45′ 37″ N, 0° 26′ 51″ E / 41.760177968528°N,0.44750797048663°E   |           |                     | Modifica les dades a Wikidata |
|        | Granja del Planero      | Almacelles | granja       |         | 41° 42′ 14″ N, 0° 28′ 02″ E / 41.7039224793975°N,0.467128176790177°E |           |                     | Modifica les dades a Wikidata |
|        | Granja del Porta        | Almacelles | granja       |         | 41° 45′ 04″ N, 0° 25′ 58″ E / 41.7510512929223°N,0.432659068846351°E |           |                     | Modifica les dades a Wikidata |
|        | Granja del Pujol        | Almacelles | granja       |         | 41° 43′ 14″ N, 0° 26′ 50″ E / 41.7206119508843°N,0.447251060208251°E |           |                     | Modifica les dades a Wikidata |
|        | Granja del Rellotger    | Almacelles | granja       |         | 41° 43′ 38″ N, 0° 26′ 54″ E / 41.7271186470053°N,0.448255657489112°E |           |                     | Modifica les dades a Wikidata |
|        | Granja del Sargaire     | Almacelles | granja       |         | 41° 43′ 46″ N, 0° 26′ 59″ E / 41.7293906738749°N,0.449584348590975°E |           |                     | Modifica les dades a Wikidata |
|        | Granja del Serafí       | Almacelles | granja       |         | 41° 43′ 04″ N, 0° 29′ 02″ E / 41.7177469458911°N,0.48393051579206°E  |           |                     | Modifica les dades a Wikidata |
|        | Granja del Simó         | Almacelles | granja       |         | 41° 44′ 13″ N, 0° 26′ 57″ E / 41.7368625291903°N,0.449036064296119°E |           |                     | Modifica les dades a Wikidata |
|        | Granja del Sorribes     | Almacelles | granja       |         | 41° 43′ 24″ N, 0° 27′ 01″ E / 41.7233251846039°N,0.450197038768006°E |           |                     | Modifica les dades a Wikidata |
|        | Granja del Tomaset      | Almacelles | granja       |         | 41° 43′ 58″ N, 0° 24′ 09″ E / 41.7328805183063°N,0.402375516212355°E |           |                     | Modifica les dades a Wikidata |
|        | Granja del Torres       | Almacelles | granja       |         | 41° 43′ 46″ N, 0° 25′ 37″ E / 41.7294071807069°N,0.426909202183882°E |           |                     | Modifica les dades a Wikidata |
|        | Granja del Torroella    | Almacelles | granja       |         | 41° 44′ 43″ N, 0° 25′ 47″ E / 41.7454034557173°N,0.429793670259583°E |           |                     | Modifica les dades a Wikidata |
|        | Granja del Vidal        | Almacelles | granja       |         | 41° 43′ 18″ N, 0° 25′ 51″ E / 41.721730496123°N,0.430773921544807°E  |           |                     | Modifica les dades a Wikidata |
|        | Granja dels Esteve      | Almacelles | granja       |         | 41° 43′ 13″ N, 0° 26′ 14″ E / 41.7203589126382°N,0.437103467394852°E |           |                     | Modifica les dades a Wikidata |
|        | Granja dels Parellada   | Almacelles | granja       |         | 41° 44′ 16″ N, 0° 26′ 46″ E / 41.7377366516716°N,0.446223883857567°E |           |                     | Modifica les dades a Wikidata |
|        | Granja dels Saragossans | Almacelles | granja       |         | 41° 43′ 49″ N, 0° 25′ 47″ E / 41.7303593174466°N,0.429612356641704°E |           |                     | Modifica les dades a Wikidata |
|        | Torre del Vilanova      | Almacelles | granja       |         | 41° 42′ 11″ N, 0° 28′ 26″ E / 41.703121145425°N,0.47380233144478°E   |           |                     | Modifica les dades a Wikidata |

## masia
| imatge | Nom                    | Ubicat a   | instància de | Detalls                                                  | coordenades                                                          | Protecció                                  | Commons (més fotos) | Dades a WD                    |
| ------ | ---------------------- | ---------- | ------------ | -------------------------------------------------------- | -------------------------------------------------------------------- | ------------------------------------------ | ------------------- | ----------------------------- |
|        | Caseta del Maçana      | Almacelles | masia        |                                                          | 41° 43′ 09″ N, 0° 26′ 23″ E / 41.7191313900425°N,0.439808827131072°E |                                            |                     | Modifica les dades a Wikidata |
|        | Casetes de l'Ermita    | Almacelles | masia        |                                                          | 41° 43′ 18″ N, 0° 26′ 15″ E / 41.7216981331214°N,0.437386808848064°E |                                            |                     | Modifica les dades a Wikidata |
|        | Casetes del Vilot      | Almacelles | masia        |                                                          | 41° 43′ 53″ N, 0° 26′ 44″ E / 41.7313644746629°N,0.44559877977173°E  |                                            |                     | Modifica les dades a Wikidata |
|        | Mas de Lleó            | Almacelles | masia        | Estil: arquitectura popular Estat: enderrocat o destruït |                                                                      | bé integrant del patrimoni cultural català |                     | Modifica les dades a Wikidata |
|        | Mas de Marçol          | Almacelles | masia        |                                                          | 41° 44′ 20″ N, 0° 28′ 21″ E / 41.7388239808783°N,0.472574146511089°E |                                            |                     | Modifica les dades a Wikidata |
|        | Mas de Masdefiol       | Almacelles | masia        |                                                          | 41° 44′ 37″ N, 0° 25′ 54″ E / 41.7436232286982°N,0.431536213539503°E |                                            |                     | Modifica les dades a Wikidata |
|        | Mas de l'Agapito       | Almacelles | masia        |                                                          | 41° 42′ 33″ N, 0° 28′ 41″ E / 41.7092398778134°N,0.47794057114746°E  |                                            |                     | Modifica les dades a Wikidata |
|        | Mas de l'Anguita       | Almacelles | masia        |                                                          | 41° 43′ 55″ N, 0° 24′ 22″ E / 41.732075808255°N,0.406219247853114°E  |                                            |                     | Modifica les dades a Wikidata |
|        | Mas de l'Arrullat      | Almacelles | masia        |                                                          | 41° 43′ 28″ N, 0° 25′ 42″ E / 41.7243711704428°N,0.428444664480957°E |                                            |                     | Modifica les dades a Wikidata |
|        | Mas de l'Hereuet       | Almacelles | masia        |                                                          | 41° 43′ 59″ N, 0° 25′ 45″ E / 41.7329797441906°N,0.429195217147728°E |                                            |                     | Modifica les dades a Wikidata |
|        | Mas de l'Olivart       | Almacelles | masia        |                                                          | 41° 42′ 48″ N, 0° 26′ 53″ E / 41.7132779950468°N,0.447926074694384°E |                                            |                     | Modifica les dades a Wikidata |
|        | Mas de l'Ortiz         | Almacelles | masia        |                                                          | 41° 42′ 47″ N, 0° 29′ 17″ E / 41.712984600761°N,0.488130880201727°E  |                                            |                     | Modifica les dades a Wikidata |
|        | Mas de la Xeca         | Almacelles | masia        |                                                          | 41° 43′ 56″ N, 0° 25′ 48″ E / 41.7323464079057°N,0.429869732977101°E |                                            |                     | Modifica les dades a Wikidata |
|        | Mas de les Forns       | Almacelles | masia        |                                                          | 41° 42′ 59″ N, 0° 29′ 59″ E / 41.716296993277°N,0.49973014344699°E   |                                            |                     | Modifica les dades a Wikidata |
|        | Mas del Bagà           | Almacelles | masia        |                                                          | 41° 45′ 09″ N, 0° 26′ 41″ E / 41.7524298348059°N,0.444799313319689°E |                                            |                     | Modifica les dades a Wikidata |
|        | Mas del Barrull        | Almacelles | masia        |                                                          | 41° 42′ 43″ N, 0° 26′ 49″ E / 41.7119489715001°N,0.446884923691328°E |                                            |                     | Modifica les dades a Wikidata |
|        | Mas del Bellostes      | Almacelles | masia        |                                                          | 41° 43′ 22″ N, 0° 26′ 13″ E / 41.7227262111442°N,0.437045402086358°E |                                            |                     | Modifica les dades a Wikidata |
|        | Mas del Cabrero        | Almacelles | masia        |                                                          | 41° 44′ 05″ N, 0° 25′ 33″ E / 41.7347622869292°N,0.425949880329023°E |                                            |                     | Modifica les dades a Wikidata |
|        | Mas del Celestino      | Almacelles | masia        |                                                          | 41° 44′ 52″ N, 0° 24′ 43″ E / 41.7478599046498°N,0.412053544499088°E |                                            |                     | Modifica les dades a Wikidata |
|        | Mas del Clota          | Almacelles | masia        |                                                          | 41° 44′ 35″ N, 0° 24′ 09″ E / 41.742957844941°N,0.40249577828427°E   |                                            |                     | Modifica les dades a Wikidata |
|        | Mas del Codó           | Almacelles | masia        |                                                          | 41° 44′ 46″ N, 0° 25′ 14″ E / 41.7459968213698°N,0.420510263595081°E |                                            |                     | Modifica les dades a Wikidata |
|        | Mas del Collado        | Almacelles | masia        |                                                          | 41° 44′ 03″ N, 0° 27′ 02″ E / 41.7341553736897°N,0.450417737270209°E |                                            |                     | Modifica les dades a Wikidata |
|        | Mas del Colomí         | Almacelles | masia        |                                                          | 41° 42′ 48″ N, 0° 27′ 09″ E / 41.7134526324566°N,0.452546694182818°E |                                            |                     | Modifica les dades a Wikidata |
|        | Mas del Copeo          | Almacelles | masia        |                                                          | 41° 43′ 54″ N, 0° 27′ 44″ E / 41.7317952781526°N,0.462185455705713°E |                                            |                     | Modifica les dades a Wikidata |
|        | Mas del Coscollar      | Almacelles | masia        |                                                          | 41° 43′ 50″ N, 0° 27′ 47″ E / 41.730562306207°N,0.463039541951875°E  |                                            |                     | Modifica les dades a Wikidata |
|        | Mas del Daurell        | Almacelles | masia        |                                                          | 41° 44′ 02″ N, 0° 28′ 01″ E / 41.7339376262559°N,0.467030668678568°E |                                            |                     | Modifica les dades a Wikidata |
|        | Mas del Fontanet       | Almacelles | masia        |                                                          | 41° 45′ 24″ N, 0° 27′ 10″ E / 41.7566695355498°N,0.452809837136423°E |                                            |                     | Modifica les dades a Wikidata |
|        | Mas del Galindo        | Almacelles | masia        |                                                          | 41° 45′ 26″ N, 0° 27′ 19″ E / 41.757111611825°N,0.455282085293639°E  |                                            |                     | Modifica les dades a Wikidata |
|        | Mas del Gord           | Almacelles | masia        |                                                          | 41° 45′ 46″ N, 0° 26′ 42″ E / 41.762823906862°N,0.44499730471545°E   |                                            |                     | Modifica les dades a Wikidata |
|        | Mas del Joanet         | Almacelles | masia        |                                                          | 41° 42′ 09″ N, 0° 27′ 40″ E / 41.7025134874755°N,0.461234826190685°E |                                            |                     | Modifica les dades a Wikidata |
|        | Mas del Jordà          | Almacelles | masia        |                                                          | 41° 44′ 41″ N, 0° 26′ 40″ E / 41.744801177314°N,0.44450990385826°E   |                                            |                     | Modifica les dades a Wikidata |
|        | Mas del Júlio Manxado  | Almacelles | masia        |                                                          | 41° 44′ 19″ N, 0° 26′ 06″ E / 41.7385308728865°N,0.434985807924766°E |                                            |                     | Modifica les dades a Wikidata |
|        | Mas del Martorell      | Almacelles | masia        |                                                          | 41° 45′ 16″ N, 0° 26′ 08″ E / 41.7544680971247°N,0.435637870093749°E |                                            |                     | Modifica les dades a Wikidata |
|        | Mas del Melià          | Almacelles | masia        |                                                          | 41° 45′ 05″ N, 0° 27′ 44″ E / 41.751499543149°N,0.46228391233448°E   |                                            |                     | Modifica les dades a Wikidata |
|        | Mas del Mingo          | Almacelles | masia        |                                                          | 41° 45′ 12″ N, 0° 28′ 07″ E / 41.753228891123°N,0.468677287340871°E  |                                            |                     | Modifica les dades a Wikidata |
|        | Mas del Minguet        | Almacelles | masia        |                                                          | 41° 44′ 51″ N, 0° 27′ 29″ E / 41.7476363168548°N,0.458085784555805°E |                                            |                     | Modifica les dades a Wikidata |
|        | Mas del Molet          | Almacelles | masia        |                                                          | 41° 43′ 07″ N, 0° 27′ 28″ E / 41.7186754407362°N,0.457797638833403°E |                                            |                     | Modifica les dades a Wikidata |
|        | Mas del Moliner        | Almacelles | masia        |                                                          | 41° 42′ 24″ N, 0° 28′ 33″ E / 41.7066365883857°N,0.475867063617808°E |                                            |                     | Modifica les dades a Wikidata |
|        | Mas del Molinet        | Almacelles | masia        |                                                          | 41° 42′ 55″ N, 0° 27′ 20″ E / 41.7151740640173°N,0.455447589437846°E |                                            |                     | Modifica les dades a Wikidata |
|        | Mas del Molins         | Almacelles | masia        |                                                          | 41° 45′ 10″ N, 0° 24′ 22″ E / 41.7526431253651°N,0.406112461905502°E |                                            |                     | Modifica les dades a Wikidata |
|        | Mas del Montanyés      | Almacelles | masia        |                                                          | 41° 42′ 02″ N, 0° 30′ 17″ E / 41.7005870847601°N,0.504836935842635°E |                                            |                     | Modifica les dades a Wikidata |
|        | Mas del Mut            | Almacelles | masia        |                                                          | 41° 42′ 10″ N, 0° 28′ 51″ E / 41.7028452165668°N,0.480798449373567°E |                                            |                     | Modifica les dades a Wikidata |
|        | Mas del Pascal         | Almacelles | masia        |                                                          | 41° 44′ 16″ N, 0° 25′ 43″ E / 41.7376964311853°N,0.428682346661508°E |                                            |                     | Modifica les dades a Wikidata |
|        | Mas del Patxano        | Almacelles | masia        |                                                          | 41° 44′ 41″ N, 0° 28′ 46″ E / 41.744671514565°N,0.47938840323975°E   |                                            |                     | Modifica les dades a Wikidata |
|        | Mas del Pedrós         | Almacelles | masia        |                                                          | 41° 45′ 47″ N, 0° 27′ 04″ E / 41.762957467546°N,0.45100635317054°E   |                                            |                     | Modifica les dades a Wikidata |
|        | Mas del Pellisser      | Almacelles | masia        |                                                          | 41° 44′ 31″ N, 0° 29′ 25″ E / 41.7420780780508°N,0.490363632002855°E |                                            |                     | Modifica les dades a Wikidata |
|        | Mas del Peruga         | Almacelles | masia        |                                                          | 41° 42′ 35″ N, 0° 29′ 02″ E / 41.7098111844902°N,0.483867590696576°E |                                            |                     | Modifica les dades a Wikidata |
|        | Mas del Petit          | Almacelles | masia        |                                                          | 41° 45′ 09″ N, 0° 25′ 39″ E / 41.752523690394°N,0.42736598617306°E   |                                            |                     | Modifica les dades a Wikidata |
|        | Mas del Pinyol         | Almacelles | masia        |                                                          | 41° 42′ 20″ N, 0° 27′ 56″ E / 41.7055919020329°N,0.46564447719898°E  |                                            |                     | Modifica les dades a Wikidata |
|        | Mas del Pujol          | Almacelles | masia        |                                                          | 41° 42′ 26″ N, 0° 27′ 22″ E / 41.7073078003912°N,0.456082488165518°E |                                            |                     | Modifica les dades a Wikidata |
|        | Mas del Roteta         | Almacelles | masia        |                                                          | 41° 42′ 35″ N, 0° 27′ 39″ E / 41.7098383447085°N,0.460958483297304°E |                                            |                     | Modifica les dades a Wikidata |
|        | Mas del Rull           | Almacelles | masia        |                                                          | 41° 44′ 00″ N, 0° 29′ 22″ E / 41.7332741553881°N,0.489311873101724°E |                                            |                     | Modifica les dades a Wikidata |
|        | Mas del Sadurní        | Almacelles | masia        |                                                          | 41° 42′ 50″ N, 0° 30′ 43″ E / 41.713858284623°N,0.51184429999393°E   |                                            |                     | Modifica les dades a Wikidata |
|        | Mas del Sansio         | Almacelles | masia        |                                                          | 41° 44′ 19″ N, 0° 25′ 27″ E / 41.7386831402741°N,0.42408576968541°E  |                                            |                     | Modifica les dades a Wikidata |
|        | Mas del Senyor         | Almacelles | masia        |                                                          | 41° 43′ 04″ N, 0° 30′ 18″ E / 41.7177900036667°N,0.504892449118217°E |                                            |                     | Modifica les dades a Wikidata |
|        | Mas del Serra          | Almacelles | masia        |                                                          | 41° 42′ 14″ N, 0° 30′ 26″ E / 41.7038638557396°N,0.507257958010875°E |                                            |                     | Modifica les dades a Wikidata |
|        | Mas del Solanes        | Almacelles | masia        |                                                          | 41° 43′ 35″ N, 0° 29′ 49″ E / 41.7262909139558°N,0.496989494673638°E |                                            |                     | Modifica les dades a Wikidata |
|        | Mas del Titoli         | Almacelles | masia        |                                                          | 41° 43′ 24″ N, 0° 28′ 23″ E / 41.723234938403°N,0.473005209966543°E  |                                            |                     | Modifica les dades a Wikidata |
|        | Mas del Trulles        | Almacelles | masia        |                                                          | 41° 42′ 14″ N, 0° 27′ 41″ E / 41.7039765165676°N,0.461417595003636°E |                                            |                     | Modifica les dades a Wikidata |
|        | Mas del Trumfa         | Almacelles | masia        |                                                          | 41° 43′ 29″ N, 0° 26′ 59″ E / 41.7247566228619°N,0.449767736225934°E |                                            |                     | Modifica les dades a Wikidata |
|        | Mas del Turron         | Almacelles | masia        |                                                          | 41° 42′ 42″ N, 0° 29′ 55″ E / 41.7116373819535°N,0.498616089319032°E |                                            |                     | Modifica les dades a Wikidata |
|        | Mas del Tururut        | Almacelles | masia        |                                                          | 41° 44′ 49″ N, 0° 26′ 24″ E / 41.747019438433°N,0.440047329317506°E  |                                            |                     | Modifica les dades a Wikidata |
|        | Mas del Vilella        | Almacelles | masia        |                                                          | 41° 43′ 58″ N, 0° 23′ 56″ E / 41.7327833954027°N,0.398880703742145°E |                                            |                     | Modifica les dades a Wikidata |
|        | Mas del Visa           | Almacelles | masia        |                                                          | 41° 44′ 46″ N, 0° 26′ 28″ E / 41.7461453412482°N,0.441236538809771°E |                                            |                     | Modifica les dades a Wikidata |
|        | Mas dels Cocs          | Almacelles | masia        |                                                          | 41° 42′ 05″ N, 0° 28′ 15″ E / 41.7014466024457°N,0.470842620338556°E |                                            |                     | Modifica les dades a Wikidata |
|        | Mas dels Mateus        | Almacelles | masia        |                                                          | 41° 42′ 19″ N, 0° 28′ 48″ E / 41.7051695237289°N,0.48001061666914°E  |                                            |                     | Modifica les dades a Wikidata |
|        | Mas dels Obacs         | Almacelles | masia        |                                                          | 41° 43′ 38″ N, 0° 25′ 16″ E / 41.727167959918°N,0.42116528999373°E   |                                            |                     | Modifica les dades a Wikidata |
|        | Maset del Sabater      | Almacelles | masia        |                                                          | 41° 44′ 40″ N, 0° 27′ 30″ E / 41.7444506927682°N,0.458199491548933°E |                                            |                     | Modifica les dades a Wikidata |
|        | Masia Santjaume        | Almacelles | masia        |                                                          | 41° 42′ 44″ N, 0° 29′ 39″ E / 41.7121608892871°N,0.494124574611922°E |                                            |                     | Modifica les dades a Wikidata |
|        | Torre de Lahuerta      | Almacelles | masia        |                                                          | 41° 43′ 30″ N, 0° 27′ 22″ E / 41.7250409900614°N,0.456091936086506°E |                                            |                     | Modifica les dades a Wikidata |
|        | Torre de Montoi        | Almacelles | masia        |                                                          | 41° 43′ 32″ N, 0° 27′ 37″ E / 41.72549290692°N,0.460233648104416°E   |                                            |                     | Modifica les dades a Wikidata |
|        | Torre de l'Amós        | Almacelles | masia        |                                                          | 41° 44′ 19″ N, 0° 27′ 20″ E / 41.7385756032129°N,0.455617643362778°E |                                            |                     | Modifica les dades a Wikidata |
|        | Torre de la Benzina    | Almacelles | masia        |                                                          | 41° 45′ 07″ N, 0° 28′ 07″ E / 41.7518966203096°N,0.468705610167735°E |                                            |                     | Modifica les dades a Wikidata |
|        | Torre del Barés        | Almacelles | masia        |                                                          | 41° 43′ 32″ N, 0° 27′ 34″ E / 41.72548622984°N,0.459524623765669°E   |                                            |                     | Modifica les dades a Wikidata |
|        | Torre del Betriu       | Almacelles | masia        |                                                          | 41° 42′ 28″ N, 0° 30′ 16″ E / 41.7077849008742°N,0.504510393742953°E |                                            |                     | Modifica les dades a Wikidata |
|        | Torre del Blasco       | Almacelles | masia        |                                                          | 41° 43′ 56″ N, 0° 25′ 12″ E / 41.7322962154715°N,0.42000080587175°E  |                                            |                     | Modifica les dades a Wikidata |
|        | Torre del Bonic        | Almacelles | masia        |                                                          | 41° 44′ 18″ N, 0° 27′ 23″ E / 41.738442329116°N,0.456512701018242°E  |                                            |                     | Modifica les dades a Wikidata |
|        | Torre del Brisdo       | Almacelles | masia        |                                                          | 41° 42′ 07″ N, 0° 29′ 48″ E / 41.7020378828665°N,0.49659690709729°E  |                                            |                     | Modifica les dades a Wikidata |
|        | Torre del Cebollero    | Almacelles | masia        |                                                          | 41° 43′ 47″ N, 0° 25′ 11″ E / 41.7298341098409°N,0.419846913936623°E |                                            |                     | Modifica les dades a Wikidata |
|        | Torre del David Blanco | Almacelles | masia        |                                                          | 41° 42′ 26″ N, 0° 29′ 26″ E / 41.7072003289093°N,0.490495467580726°E |                                            |                     | Modifica les dades a Wikidata |
|        | Torre del Francès      | Almacelles | masia        |                                                          | 41° 44′ 00″ N, 0° 27′ 19″ E / 41.7332451651452°N,0.455263060985812°E |                                            |                     | Modifica les dades a Wikidata |
|        | Torre del Garbes       | Almacelles | masia        |                                                          | 41° 44′ 35″ N, 0° 27′ 17″ E / 41.7431404974622°N,0.454751888351123°E |                                            |                     | Modifica les dades a Wikidata |
|        | Torre del Giribet      | Almacelles | masia        |                                                          | 41° 44′ 19″ N, 0° 24′ 35″ E / 41.7385829781942°N,0.409624635013511°E |                                            |                     | Modifica les dades a Wikidata |
|        | Torre del Jonic        | Almacelles | masia        |                                                          | 41° 45′ 03″ N, 0° 28′ 46″ E / 41.750955737658°N,0.47956653603977°E   |                                            |                     | Modifica les dades a Wikidata |
|        | Torre del Mançana      | Almacelles | masia        |                                                          | 41° 44′ 09″ N, 0° 29′ 36″ E / 41.7358757855621°N,0.493382747020202°E |                                            |                     | Modifica les dades a Wikidata |
|        | Torre del Moix         | Almacelles | masia        |                                                          | 41° 43′ 19″ N, 0° 28′ 07″ E / 41.7218982089698°N,0.46874201868103°E  |                                            |                     | Modifica les dades a Wikidata |
|        | Torre del Peinado      | Almacelles | masia        |                                                          | 41° 43′ 15″ N, 0° 27′ 11″ E / 41.7208934578385°N,0.4530340111014°E   |                                            |                     | Modifica les dades a Wikidata |
|        | Torre del Pere         | Almacelles | masia        |                                                          | 41° 44′ 21″ N, 0° 27′ 35″ E / 41.7390704252565°N,0.459662331749177°E |                                            |                     | Modifica les dades a Wikidata |
|        | Torre del Prats        | Almacelles | masia        |                                                          | 41° 44′ 35″ N, 0° 26′ 57″ E / 41.7431541683178°N,0.449279920643567°E |                                            |                     | Modifica les dades a Wikidata |
|        | Torre del Segonero     | Almacelles | masia        |                                                          | 41° 43′ 39″ N, 0° 27′ 44″ E / 41.7275782613608°N,0.462087041133979°E |                                            |                     | Modifica les dades a Wikidata |
|        | Torre del Seuma        | Almacelles | masia        |                                                          | 41° 43′ 53″ N, 0° 27′ 08″ E / 41.7312508345799°N,0.452239918358879°E |                                            |                     | Modifica les dades a Wikidata |
|        | Torre del Tomaset      | Almacelles | masia        |                                                          | 41° 45′ 50″ N, 0° 27′ 41″ E / 41.7640094303582°N,0.461348671468171°E |                                            |                     | Modifica les dades a Wikidata |
|        | Torre del Torrents     | Almacelles | masia        |                                                          | 41° 45′ 02″ N, 0° 25′ 26″ E / 41.75064329619°N,0.42383320618578°E    |                                            |                     | Modifica les dades a Wikidata |

## muntanya
| imatge | Nom                    | Ubicat a   | instància de | Detalls | coordenades                                                         | Protecció | Commons (més fotos)    | Dades a WD                    |
| ------ | ---------------------- | ---------- | ------------ | ------- | ------------------------------------------------------------------- | --------- | ---------------------- | ----------------------------- |
|        | Los Pedregals          | Almacelles | muntanya     |         | 41° 44′ 25″ N, 0° 27′ 55″ E / 41.74039167°N,0.46519444°E 314.7 msnm |           |                        | Modifica les dades a Wikidata |
|        | Tossal de l'Ametller   | Almacelles | muntanya     |         | 41° 45′ 00″ N, 0° 26′ 27″ E / 41.749925°N,0.44072778°E 235.5 msnm   |           |                        | Modifica les dades a Wikidata |
|        | Tossal de la Caperutxa | Almacelles | muntanya     |         | 41° 43′ 07″ N, 0° 30′ 28″ E / 41.71865278°N,0.50783333°E 349.3 msnm |           | Tossal de la Caperutxa | Modifica les dades a Wikidata |
|        | Tossal de la Gigona    | Almacelles | muntanya     |         | 41° 42′ 22″ N, 0° 30′ 08″ E / 41.70621111°N,0.50213111°E 338.3 msnm |           |                        | Modifica les dades a Wikidata |
|        | Tossal de les Creus    | Almacelles | muntanya     |         | 41° 43′ 57″ N, 0° 26′ 26″ E / 41.73245556°N,0.44066944°E 272.5 msnm |           |                        | Modifica les dades a Wikidata |
|        | Tossal del Llopet      | Almacelles | muntanya     |         | 41° 44′ 52″ N, 0° 28′ 20″ E / 41.74784167°N,0.47229444°E 318.1 msnm |           |                        | Modifica les dades a Wikidata |

## parc
| imatge | Nom             | Ubicat a   | instància de              | Detalls    | coordenades                                                   | Protecció | Commons (més fotos)          | Dades a WD                    |
| ------ | --------------- | ---------- | ------------------------- | ---------- | ------------------------------------------------------------- | --------- | ---------------------------- | ----------------------------- |
|        | Parc d'Europa   | Almacelles | parc escultura monumental | 2012-10-25 | 41° 43′ 35″ N, 0° 26′ 15″ E / 41.726451°N,0.437536°E 237 msnm |           | Parc d'Europa d'Almacelles   | Modifica les dades a Wikidata |
|        | Parc de l'Aigua | Almacelles | parc                      |            | 41° 43′ 40″ N, 0° 26′ 21″ E / 41.72786°N,0.439201°E           |           | Parc de l'Aigua (Almacelles) | Modifica les dades a Wikidata |

## polígon industrial
| imatge | Nom                                                 | Ubicat a   | instància de       | Detalls | coordenades                                                          | Protecció | Commons (més fotos) | Dades a WD                    |
| ------ | --------------------------------------------------- | ---------- | ------------------ | ------- | -------------------------------------------------------------------- | --------- | ------------------- | ----------------------------- |
|        | Parc industrial de suport aeroportuari d'Almacelles | Almacelles | polígon industrial |         | 41° 42′ 51″ N, 0° 27′ 37″ E / 41.7140833671826°N,0.460286491643085°E |           |                     | Modifica les dades a Wikidata |
|        | Polígon industrial del Pla de la Creu               | Almacelles | polígon industrial |         | 41° 43′ 05″ N, 0° 26′ 50″ E / 41.7179569610004°N,0.447332156735148°E |           |                     | Modifica les dades a Wikidata |
|        | Polígon industrial del Pla de les Vinyes            | Almacelles | polígon industrial |         | 41° 43′ 03″ N, 0° 27′ 16″ E / 41.7174007262813°N,0.454325956870829°E |           |                     | Modifica les dades a Wikidata |
|        | Polígon industrial l'Era del Comte                  | Almacelles | polígon industrial |         | 41° 43′ 54″ N, 0° 25′ 34″ E / 41.7316479076085°N,0.426026208793322°E |           |                     | Modifica les dades a Wikidata |

## pont
| imatge | Nom                      | Ubicat a   | instància de | Detalls                     | coordenades                                                          | Protecció                                  | Commons (més fotos) | Dades a WD                    |
| ------ | ------------------------ | ---------- | ------------ | --------------------------- | -------------------------------------------------------------------- | ------------------------------------------ | ------------------- | ----------------------------- |
|        | Pas del Gabriel          | Almacelles | pont         |                             | 41° 42′ 34″ N, 0° 27′ 19″ E / 41.7093344363299°N,0.455281411515142°E |                                            |                     | Modifica les dades a Wikidata |
|        | Pont de la Clamor Amarga | Almacelles | pont         | Estil: arquitectura popular |                                                                      | bé integrant del patrimoni cultural català |                     | Modifica les dades a Wikidata |

## serra
| imatge | Nom                  | Ubicat a          | instància de | Detalls | coordenades                                                         | Protecció | Commons (més fotos) | Dades a WD                    |
| ------ | -------------------- | ----------------- | ------------ | ------- | ------------------------------------------------------------------- | --------- | ------------------- | ----------------------------- |
|        | Serra dels Pedregals | Almacelles        | serra        |         | 41° 44′ 38″ N, 0° 28′ 01″ E / 41.74387222°N,0.46703083°E 315.7 msnm |           |                     | Modifica les dades a Wikidata |
|        | serra de l'Olivar    | Almacelles Lleida | serra        |         | 41° 43′ 03″ N, 0° 25′ 45″ E / 41.7175°N,0.429036°E 297.2 msnm       |           |                     | Modifica les dades a Wikidata |

## vèrtex geodèsic
| imatge | Nom           | Ubicat a   | instància de    | Detalls   | coordenades                                                       | Protecció | Commons (més fotos) | Dades a WD                    |
| ------ | ------------- | ---------- | --------------- | --------- | ----------------------------------------------------------------- | --------- | ------------------- | ----------------------------- |
|        | Lengua Enxuta | Almacelles | vèrtex geodèsic | Alt: 1.2m | 41° 43′ 17″ N, 0° 26′ 09″ E / 41.721367°N,0.435785°E 303.578 msnm |           |                     | Modifica les dades a Wikidata |
|        | Pedregales    | Almacelles | vèrtex geodèsic | Alt: 1.2m | 41° 44′ 25″ N, 0° 27′ 51″ E / 41.740267°N,0.464259°E 318.255 msnm |           |                     | Modifica les dades a Wikidata |

## Misc
| imatge | Nom                            | Ubicat a                             | instància de                               | Detalls                              | coordenades | Protecció                      | Commons (més fotos)         | Dades a WD                    |
| ------ | ------------------------------ | ------------------------------------ | ------------------------------------------ | ------------------------------------ | --- | ------------------------------ | --------------------------- | ----------------------------- |
|        | Castell de la Saira            | Almacelles                           | castell jaciment arqueològic poblat ibèric |                                      | 41° 43′ 07″ N, 0° 30′ 28″ E / 41.7187°N,0.507833°E 351 msnm                                                                  | bé cultural d'interès nacional | Castell de la Saida         | Modifica les dades a Wikidata |
|        | Estació d'Almacelles           | Almacelles                           | antiga estació de ferrocarril              |                                      | 41° 43′ 50″ N, 0° 26′ 42″ E / 41.730464°N,0.44508°E                                                                          |                                |                             | Modifica les dades a Wikidata |
|        | Mil·liari romà                 | Almacelles                           | fita                                       |                                      | | bé cultural d'interès local    |                             | Modifica les dades a Wikidata |
|        | Nucli històric d'Almacelles    | Almacelles                           | centre històric                            | Estil: arquitectura neoclàssica      | 41° 43′ 54″ N, 0° 26′ 13″ E / 41.7316°N,0.43686°E                                                                            | bé cultural d'interès nacional | Nucli històric d'Almacelles | Modifica les dades a Wikidata |
|        | Pantà de Santolària            | Almacelles                           | zona humida                                | Superfície: 4.04ha                   | 41° 45′ 38″ N, 0° 24′ 54″ E / 41.760678°N,0.41497833943°E                                                                    |                                |                             | Modifica les dades a Wikidata |
|        | Tossal de les Santes Creus     | Almacelles                           | turó                                       |                                      | 41° 43′ 57″ N, 0° 26′ 28″ E / 41.732477°N,0.440977°E                                                                         |                                |                             | Modifica les dades a Wikidata |
|        | canal d'Aragó i Catalunya      | província de Lleida província d'Osca | canal de reg                               | Desemboca: Segre                     | 42° 06′ 20″ N, 0° 17′ 16″ E / 42.10567694444445°N,0.28775999999999996°E 41° 25′ 50″ N, 0° 21′ 23″ E / 41.430586°N,0.356512°E |                                | Canal d'Aragó i Catalunya   | Modifica les dades a Wikidata |
|        | casa consistorial d'Almacelles | Almacelles                           | casa consistorial                          |                                      | 41° 43′ 53″ N, 0° 26′ 13″ E / 41.7314263°N,0.4368737°E                                                                       |                                | Town hall of Almacelles     | Modifica les dades a Wikidata |
|        | creu de terme d'Almacelles     | Almacelles                           | creu de terme                              |                                      | 41° 43′ 05″ N, 0° 27′ 01″ E / 41.71798°N,0.45025°E 300 msnm                                                                  | bé cultural d'interès local    | Creu de terme d'Almacelles  | Modifica les dades a Wikidata |
|        | font del Cau de la Figuera     | Almacelles                           | font                                       |                                      | 41° 43′ 41″ N, 0° 27′ 35″ E / 41.728024712055°N,0.45960191482933°E                                                           |                                |                             | Modifica les dades a Wikidata |
|        | sitja d'Almacelles             | Almacelles                           | sitja                                      | Estil: Tipo D 1967 Superfície: 489m² | 41° 43′ 48″ N, 0° 26′ 55″ E / 41.73008333333333°N,0.4487222222222222°E                                                       |                                |                             | Modifica les dades a Wikidata |